# Koos van der Kaay
Koos van der Kaay (Leida, 20 dicembre 1899 – Bruges, 3 marzo 1976) è stato uno scultore olandese.
Jacobus (detto Koos) van der Kaay studia scultura all’Accademia di Haarlem e poi, dal 1921 al 1924 privatamente con Hans Schwegerle, a Monaco di Baviera dove lavora anche con lo scultore Vreugde. 
Dal 1925 si trasferisce nel Belgio fiammingo dove stabilisce il proprio studio in varie località: dapprima è a Kortrijk e poi, sulla costa del Mare del Nord, a  Nieuwpoort (dove fonda un circolo di artisti), a De Haan e a Knokke dove apre anche una propria galleria.
Infine si ritira a vivere e a lavorare a Brugge, intorno al 1972, dove muore pochi anni più tardi.

## Opere

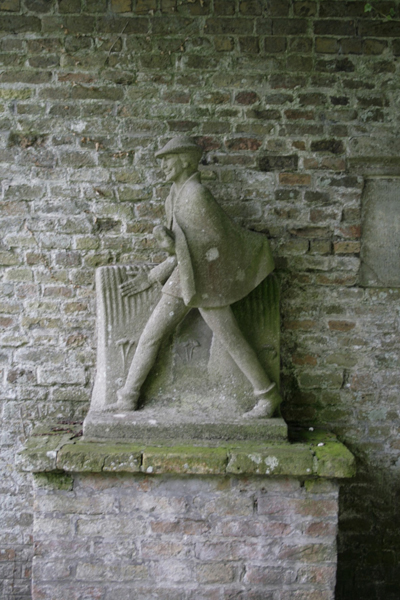
Till Eulenspiegel
bassorilievo in arenaria
Damme

Le sue sculture del periodo di Monaco mostrano modi di una spiccata angolosità.
Più tardi la sua modellazione arriva ad interpretare con modernità i temi figurativi classici. 
Le sue opere mostrano diversi soggetti resi con una varia scelta di materiali quali il ferro e il bronzo, il marmo e la ceramica. 
Si dedica in particolare al tema delle Maternità e dell'infanzia, della figura femminile, ma esegue anche ritratti. 

I suoi lavori si distinguono per lo stile slanciato, per l’impostazione a volte di ampia portata e per la libera semplificazione della forma unita ad una sensibilità intimistica e ricca di simbolismo.

## Musei
Alcune sue sculture sono conservate in vari musei e luoghi pubblici di Olanda e Belgio:
- Kristoffelbeeld [2], scultura monumentale in ferro sulla torre del St. Kristoffelkerk a Bruges-Assebroek
- 32 figure per il Teatro dei burattini "Den Uyl" di Bruges, oggi esposte nel Museo del Folklore, a Bruges (1939)
- 'Moeke van Nieuwpoort, nel Museo di Sint-Niklaas
- Il delfino ed il bambino, fontana di bronzo nel parco cittadino di Courtrai
- Mariakapel, Breendonklaan, Bredene
- Aquila, terracotta installata nell'edificio di Den Gouden Arend a Roesbrugge (1948)
- Numerosi ritratti, figure di madri e bambini

## Mostre
- Ostenda, Galerie Studio (1938)
- Ronse, municipio (1939)
- Gent, (1948)
- Ronse, Accademia musicale (1949)
- Gent, Galleria Vyncke Van Eyck (1951)
- Ostenda, Galerie Trianon (1956)
- Brugge (1972)